# Alonzo B. Cornell

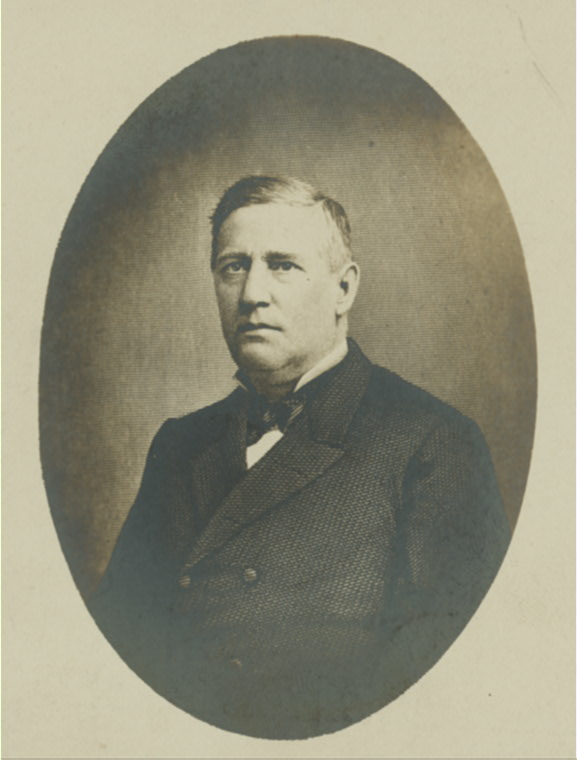
Alonzo B. Cornell.

Alonzo Barton Cornell, född 22 januari 1832 i Ithaca, New York, död där 15 oktober 1904, var en amerikansk republikansk politiker. Han var den trettionde guvernören i New York 1880-1882.
Han var son till Ezra Cornell som grundade Cornell University. Alonzo B. Cornell gifte sig 9 november 1852 med Ellen A. Covert. Paret fick fyra söner.
Cornell var ordförande för republikanerna i delstaten New York 1870–1878. Han påverkade valet av Rutherford B. Hayes som republikanernas presidentkandidat i presidentvalet i USA 1876.
År 1884 utkom Alonzo B. Cornells biografi över fadern Ezra Cornell.